# Dịch Hanh
Dịch Hanh (tiếng Trung: 奕亨; 26 tháng 9 năm 1783 – 17 tháng 7 năm 1832) là một tông thất của nhà Thanh trong lịch sử Trung Quốc.

## Cuộc đời
Dịch Hanh sinh vào giờ Dần, ngày 1 tháng 9 (âm lịch) năm Càn Long thứ 48 (1783), trong gia tộc Ái Tân Giác La. Ông là con trai thứ ba của Hòa Khác Quận vương Miên Tuần, mẹ ông là Trắc Phúc tấn Kim Giai thị (金佳氏). Năm Gia Khánh thứ 7 (1802), tháng 11, ông được phong làm Nhất đẳng Phụ quốc Tướng quân (頭等輔國將軍), nhậm Đầu đẳng Thị vệ. Năm thứ 22 (1817), tháng 7, phụ thân ông qua đời, ông được tập tước Hòa Thân vương đời thứ 5, nhưng Hòa vương phủ không phải thừa kế võng thế, nên ông chỉ được phong làm Bối lặc. Năm Đạo Quang thứ 12 (1832), ngày 20 tháng 6 (âm lịch), giờ Ngọ, ông qua đời, thọ 50 tuổi.

## Gia quyến

### Thê thiếp
- Đích Phu nhân: Qua Nhĩ Giai thị (瓜爾佳氏), con gái của Tổng đốc Dụ Đức (裕德).
- Trắc thất:
  - Vương thị (王氏), con gái của Vương Hồng (王洪).
  - Khang thị (康氏), con gái của Khang Ngọc Thành (康玉成).
- Thứ thiếp: 
  - Quan thị (關氏), con gái của Quan Khánh (關慶).
  - Khương thị (姜氏), con gái của Kỳ Khố Bố (奇庫布).

### Con trai
1. Tái Định (載定; 1811 – 1816), mẹ là Thứ thiếp Quan thị, chết yểu.
2. Tái Ngọc (載鈺; 1821 – 1827), mẹ là Trắc thất Vương thị, chết yểu.
3. Tái Tú (載秀; 1821 – 1823), mẹ là Trắc thất Khang thị, chết yểu.
4. Tái Dung (載容; 1824 – 1881), mẹ là Trắc thất Khang thị. Năm 1832 được tập tước Hòa Thân vương và được phong Bối tử.[3] Có 11 con trai.
5. Tái Sùng (載崇; 1826 – 1876), mẹ là Trắc thất Khang thị, được phong làm Nhất đẳng Phụ quốc Tướng quân (一等輔國將軍)[2] kiêm Tán trật đại thần. Có 4 con trai.